# NGC 1250
NGC 1250 je galaksija u zviježđu Perzej.

## Vanjske poveznice
- SEDS: NGC 1250